# Фондация за свободата „Фридрих Науман“
Фридрих-Науман-Фондация за свобдата e фондация близка до Свободната демократическата партия (СДП, FDP) със седалище в Потсдам.
Финансира се основно с пари на немските данъкоплатци. Дават се стипендии предимно на граждани на Германия. Извършва активност дейност и извън Германия, между които и бившите социалистически държави. Извън Германия се спонсорират проучвания и неправителствени огранизации. От 2007 г. в София е открито регионално бюро за Югоизточна, Централна и Източна Европа, Централна Азия и Южнокавказието.
През 1995 г. основава Либерален институт, който се занимава с въпросите на либерализма за бъдещето устройство на света.